# 武市恭信
武市 恭信（たけいち やすのぶ、1917年（大正6年）1月17日 - 2005年（平成17年）7月28日）は、日本の政治家。貞光町長（3期）、衆議院議員（1期）、徳島県知事（4期）を歴任した。

## 人物
1917年1月17日、徳島県美馬郡貞光町（現在の同郡つるぎ町）に生まれる。旧制池田中学校、姫路高等学校を経て、京都帝国大学法学部卒業。
1947年より貞光町長を三期務めた後、1963年に衆議院議員に当選、1965年には徳島県知事に当選した。1965年10月9日から1981年10月4日の16年間、徳島県知事を務めた。1981年9月27日の第10回徳島県知事選挙には現職として立候補したが新人に敗れて徳島県知事を退任した。
就任当時の県政は財政再建団体から脱したばかりで大きく他府県から取り残されていたため、その打破を目指して、県民所得の向上、地場産業の育成、農林業の振興、社会福祉の充実、工業開発に積極的に取り組み、成果を上げた。大鳴門橋の開設など当時問題とされていた本州四国連絡橋の建設で多くの実績を残した。
1987年、勲二等旭日重光章受章。